# Cinja Tillmann
Cinja Tillmann (Senden, 13 de julho de 1991) é uma jogadora de voleibol de praia alemã que foi medalhista de ouro na edição do Campeonato Europeu de Vôlei de Praia Sub-20 de 2010 na Itália, além do vice-campeonato na edição do Campeonato Europeu de 2020, na Letônia.

## Carreira
Os primeiros passos no voleibol indoor deu-se  em sua terra natal no ASV Senden, no ano de 2009 transferiu-se para o USC Münster e competiu na posição de levantadora, integrando o time B do clube na segunda divisão nacional, também jogando no time na primeira divisão.
Nas quadras ainda esteve em atividade na temporada de 2015 passou a atuar no TSV Bayer 04 Leverkusen, disputando a a segunda divisão, e obtendo o título da Região Norte; já no período de 2016-17 atuou pelo TV Gladbeck.
Nas areias sua estreia foi ao lado de Teresa Mersmann, que em 2009 finalizaram na nona posição no Campeonato da Europa Sub-20 em Kos. Disputou no ano seguinte  a edição do campeonato nacional na categoria Sub-20, quando esteve atuando com Isabel Schneider, e sagrou-se campeã; no mesmo ano disputou o Campeonato Europeu Sub-20 na Catania ao lado de Christine Aulenbrock e conquistam o ouro e disputaram naquele mesmo ano o Campeonato Mundial Sub-20 em Alanya.
Em 2011 com Teresa Mersmann finalizou em quinto lugar no Campeonato da Europa Sub-23 no Porto, mesma posição obtida com Victoria Bieneck no Campeonato do Mundo Sub-21 em Halifax. No âmbito nacional, destacou-se com Teresa Mersmann  e terminaram a temporada nacional de 2011, obtendo o terceiro posto na edição de 2012, neste mesmo ano disputaram a edição do Campeonato Mundial Universitário em Maceió, avançaram em duas fase eliminatórias, mas, devido a sua parceira esteve doente, desistiram da continuidade e finalizaram no décimo sétimo posto geral, ao final de 2012 mudaram de parceria.
Em 2013 retomou a parceira com Christine Aulenbrock, representando o Hamburger SV, disputaram o Campeoonato Mundial Sub-23 realizado em Mysłowice, terminando na quinta colocação. No Circuito Alemão de Vôlei de Praia de 2013 (Smart Beach Tour), conquistaram as posições: vice-campeã em Binz e Norderney, o quarto lugar em Mannheim, o quinto lugar cada em Kühlungsborn e St. Peter-Ording e o sétimo lugar em Hamburgo, terminando na , válido pelo Circuito Mundial.
Após pausa na carreira por parte de sua parceira Aulenbrock, passou a competir ao lado de Katharina Schillerwein na temporada de 2014, e conquistaram a Supercopa Smart Beach Tour, obtendo as posições no campeonato nacional: vice-campeã em Binz, terceiro em Nuremberg, quinto em Münster e sétimo em Colônia, terminando no sétimo posto geral. Sagraram-se campeãs também na Beach Cup em Dresden ao vencerem a dupla Jana Köhler e Anni Schumacher. No Circuito Europeu de 2014 foram quartas colocadas na etapa Satélite em Antalya e em terceiro na de Vaduz.
Com a parceira de Katharina Schillerwein obteve melhores êxitos em 2015, vencendo cinco etapas do campeonato nacional, em Hamburgo, Dresden, Binz, St. Peter-Ording e Nuremberg, sendo um novo recorde quebrando o que foi estabelecido em 2001, finalizando no geral em quinto lugar; já pela etapa Satélite CEV venceram em Timișoara, na Romênia. 
Iniciou o ano de 2016 ao lado de Katharina Schillerwein, terminaram em nono no Circuito Alemão, também conquistaaram o título da Supercopa Smart Beach em Münster. Obteve o terceiro lugar  no Satélite CEV em Ankara, quando jogou provisoriamente com Sandra Seyfferth. Na sequência conquistou o titulo do Satélite CEV de Barcelona com Sandra Ittlinger, já em 2017 com Schillerwein em Vilnius e Mersin. Juntas ficaram na quinta posição geral no circuito nacional de 2017 e Schillerwein se aposentou das areias.
E no final de 2017 retomou a dupla com Teresa Mersmann até o final de 2018. Conquistaram no Circuito Mundial o título do Torneio de 1 estrela em Baden, Áustria, e o torneio de três estrelas em Tóquioem 2018, e no tres estrelas de Haiyang sagrou-se vice-campeã com  Isabel Schneider. Conquistaram o bronze no Circuito Alemão (Techniker Beach Tour) ao vencerem as etapas de Münster, Nuremberg e Kühlungsborn. 
A partir de 2019 formou dupla com Kim Behrens, venceram juntas duas etapas do Circuito Alemão (Techniker Beach Tour), terminando com o terceiro lugar geral; ainda terminaram na décima sétima posição no Torneio quatro estrelas de Xiamen, Jinjiang e Espinho, mesmo posto obtido no Campeonato Mundial de Hamburgo, sendo que no Campeonato Europeu em Moscou, obtiveram a nona posição.
Mantem um relacionamento com Thomas Kaczmarek e foi sua técnica até 2020.No Circuito Alemão de 2020 juntamente com Kim Behrens alcançou o terceiro lugar e no mesmo ano sagraram-se vice-campeãs no Campeonato Europeu em Jūrmala.A partir de 2021, passou a competir com Svenja Müller, ma no primeiro evento de Cancun, categoria quatro estrelas, do circuito mundial, atuou com Chantal Laboureur e finalizaram na quarta posição.

## Títulos e resultados
- Torneio 4* de I Evento de Cancún do Circuito Mundial de Vôlei de Praia: 2021

- Torneio 3* de Tóquio do Circuito Mundial de Vôlei de Praia: 2018
- Torneio 3* de Haiyang do Circuito Mundial de Vôlei de Praia: 2018
- Torneio 1* de Baden do Circuito Mundial de Vôlei de Praia: 2018
- Circuito Alemão de Vôlei de Praia: 2012, 2018, 2019, 2020
- Etapa de Sankt Peter-Ording do Circuito Alemão de Vôlei de Praia: 2019
- Etapa de Sankt Peter-Ording do Circuito Alemão de Vôlei de Praia: 2015
- Supercopa de Hamburgo do Circuito Alemão de Vôlei de Praia: 2015
- Supercopa de Dresden do Circuito Alemão de Vôlei de Praia: 2015
- Supercoopa de Binz do Circuito Alemão de Vôlei de Praia: 2014
- Copa de Dresden do Circuito Alemão de Vôlei de Praia: 2014
- Supercopa de Hamburgo do Circuito Alemão de Vôlei de Praia: 2014
- Etapa de Kühlungsborn do Circuito Alemão de Vôlei de Praia: 2019
- Etapa de Münster do Circuito Alemão de Vôlei de Praia: 2018
- Etapa de Münster do Circuito Alemão de Vôlei de Praia: 2018
- Etapa de Nürnberg do Circuito Alemão de Vôlei de Praia: 2018
- Supercopa de Münster do Circuito Alemão de Vôlei de Praia: 2016
- Etapa de Nürnberg do Circuito Alemão de Vôlei de Praia: 2015